# Festivern
El Festivern és un festival musical que se celebra des de l'any 2004 de manera anual els darrers dies del mes de desembre, amb motiu de cap d'any. Aquest festival s'ha organitzat a diversos municipis del País Valencià, sempre de les comarques centrals i han actuat grups majoritàriament valencians i que canten en valencià.
La primera edició fou a Pedreguer (la Marina Alta) el cap d'any de 2004, i des d'aleshores s'ha organitzat a diverses localitats excepte el 2009 quan l'organització el va suspendre a causa de les dificultats per trobar un espai adient, i el 2020 i 2021 per la pandèmia del Covid-19. A Ontinyent (la Vall d'Albaida) se celebraren les edicions de 2005 i 2006, després vindrien Benifairó de la Valldigna (la Safor) el 2007, Alcoi (l'Alcoià) el 2008, Gandia (la Safor) el 2010 i Tavernes de la Valldigna (la Safor) el 2011, 2012, 2013, 2014, 2015, 2016, 2017, 2018, 2019, 2022, 2023 i 2024.
El 2020 i el 2021 no es va celebrar el festival degut a la pandèmia provocada per la Covid-19. En 2022 va tornar-hi de nou a Tavernes de la Valldigna amb la seua XVI edició.
Els objectius del Festivern són la promoció i la normalització de la música en valencià, la promoció de grups novells en aquesta llengua, la difusió de la música d'arrel i d'autor, i la presentació de noves tendències musicals, així com la integració del festival dins de l'entorn cultural i festiu de la localitat on se celebra cada any.
L'acceptació per part del públic ha anat creixent edició darrere edició consolidant el Festivern com un festival fixat al calendari de la música en valencià. Tant és així que a partir de la tercera edició (el 2006) amplià els dies de concert i el nombre de grups participants.
Al festivern hi han hagut diversos concerts destacables. A la XVII edició (2023-2024) el grup valencià Smoking Souls va realitzar l'últim concert de la gira "flors i finals", per fer una pausa temporal.
| Edició | Cap d'Any   | Població                  | Comarca           |
| ------ | ----------- | ------------------------- | ----------------- |
| I      | 2004 - 2005 | Pedreguer                 | La Marina Alta    |
| II     | 2005 - 2006 | Ontinyent                 | La Vall d'Albaida |
| III    | 2006 - 2007 | Ontinyent                 | La Vall d'Albaida |
| IV     | 2007 - 2008 | Benifairó de la Valldigna | La Safor          |
| V      | 2008 - 2009 | Alcoi                     | L'Alcoià          |
| -      | 2009 - 2010 | -                         | -                 |
| VI     | 2010 - 2011 | Gandia                    | La Safor          |
| VII    | 2011 - 2012 | Tavernes de la Valldigna  | La Safor          |
| VIII   | 2012 - 2013 | Tavernes de la Valldigna  | La Safor          |
| IX     | 2013 - 2014 | Tavernes de la Valldigna  | La Safor          |
| X      | 2014 - 2015 | Tavernes de la Valldigna  | La Safor          |
| XI     | 2015 - 2016 | Tavernes de la Valldigna  | La Safor          |
| XII    | 2016 - 2017 | Tavernes de la Valldigna  | La Safor          |
| XIII   | 2017 - 2018 | Tavernes de la Valldigna  | La Safor          |
| XIV    | 2018 - 2019 | Tavernes de la Valldigna  | La Safor          |
| XV     | 2019 - 2020 | Tavernes de la Valldigna  | La Safor          |
| -      | 2020 - 2021 | -                         | -                 |
| -      | 2021 - 2022 | -                         | -                 |
| XVI    | 2022 - 2023 | Tavernes de la Valldigna  | La Safor          |
| XVII   | 2023 - 2024 | Tavernes de la Valldigna  | La Safor          |